# ۱ شب در چین
۱ شب در چین (انگلیسی: 1 Night in China) فیلمی در ژانر پورنوگرافی است که در سال ۲۰۰۴ منتشر شد. از بازیگران آن می‌توان به چاینا اشاره کرد.